# 미션 레즈
미션 레즈(Mission Reds)는 미국 캘리포니아주 샌프란시스코를 연고지로 했던 마이너 리그 베이스볼 팀이다. 1926년부터 1937년까지 퍼시픽 코스트 리그(PCL)에 참가했다.

## 더 읽어보기
- O'Neal, Bill (1990). 《The Pacific Coast League 1903-1988》 (영어). Austin TX: Eakin Press. ISBN 0-89015-776-6.
- Snelling, Dennis (1995). 《The Pacific Coast League: A Statistical History, 1903-1957》 (영어). Jefferson, NC: McFarland & Company, Inc. ISBN 0-7864-0045-5.